# Giuseppe Lechi
Giuseppe Lechi, francoski general, * 1766, † 1836.

## Družina
Tudi njegova brata, Teodoro in Angelo Lechi, sta bila generala na Napoleonovi strani.